# Telicota mesoptis
Telicota mesoptis is een vlinder uit de familie van de dikkopjes (Hesperiidae). De wetenschappelijke naam van de soort is voor het eerst geldig gepubliceerd in 1911 door Oswald Bertram Lower.